# 冷泉為相
冷泉為相（1263年—1328年8月22日，即生於弘長三年，卒於嘉曆三年七月十七日），日本鎌倉時代中期和歌歌人，冷泉家的始祖，又稱藤原為相，初名為輔，號冷泉。他是權大納言藤原為家（御子左家嫡系）庶子，其母是妾室阿佛尼，同母弟冷泉為守，異母兄二條為氏、京極為教，有子冷泉為成、冷泉為秀。
其父藤原為家在建治元年（1275年）逝世後，異母兄二條為氏作為長男繼承御子左家，與為相生母阿佛尼因播磨國細川莊領地相爭，當時冷泉為相只有13歲。相爭的原因是起初藤原為家將這幅領地授予長男為氏，然而為氏其後失寵於父親，藤原為家於是將領地轉贈為相，並有文書具結。及藤原為家歿後，二條為氏不服，兩家遂起爭執，阿佛尼上告至鎌倉幕府。訴訟糾纏兩代，至阿佛尼和二條為氏死後，為氏之子二條為世當家時仍未平息。至正和二年（1313年），經鎌倉幕府將軍守邦親王命北條高時等裁決，終判領地歸冷泉為相所有。此事使御子左家分裂為二條、京極、冷泉三家。
自文永二年（1265年）敘位從五位，歷任左少將、右中將、右衛門督、參議等，延慶元年（1308年）敘從三位，文保元年（1317年）六月一日（日本舊曆）晉至正二位權中納言，同年十二月辭任。後來他向花園天皇請求東下，晚年長居關東。
由於鎌倉幕府的久良親王是冷泉為相外孫，所以冷泉為相和鎌倉地方關係密切，並教導當地武士和歌及連歌，對鎌倉連歌的發展有著貢獻，儼然成為關東和歌歌壇的領導者。因為他住在鎌倉藤谷，故被尊稱為藤谷殿。另一方面，他和京都歌道流派仍保持交流，曾參與多次歌合（和歌歌會），包括嘉元元年（1303年）的「嘉元百首」、同年閏四月「伏見院仙洞歌合」和文保三年（1319年）京極派主催的「文保百首」。
此外，他也是私撰集《柳風和歌抄》和《拾遺風體和歌集》的編者。其本人作品收錄於其子孫編撰的家集《藤谷和歌集》和《為相百首》，而被錄入《新後撰和歌集》以降各敕撰和歌集的作品計有65首。
嘉曆3年（1328年）七月十七日卒於鎌倉，享年66歲，墓所位於鎌倉市淨光明寺。